# Taxiphyllum arcuatum
Taxiphyllum arcuatum là một loài Rêu trong họ Hypnaceae. Loài này được (Bosch & Sande Lac.) S. He miêu tả khoa học đầu tiên năm 1997.